# Parque del Fórum
El parque del Fórum (en catalán Parc del Fòrum) es un parque público situado entre la ciudad de Barcelona y San Adrián del Besós. Fue creado en 2004 con un diseño de Elías Torres y José Antonio Martínez Lapeña. Lo gestiona la empresa municipal del Ayuntamiento de Barcelona Barcelona Servicios Municipales (B:SM).

## Situación
Se encuentra en el límite norte de la ciudad de Barcelona, en el cruce entre la avenida Diagonal, la calle Taulat y la rambla de Prim, al lado del mar. Se puede acceder en metro (parada El Maresme-Fórum, L4) o en Trambesós (parada Fórum).

## Historia
El recinto Fórum albergó el Fórum Universal de las Culturas celebrado en Barcelona durante el año 2004. El evento ideado por el entonces alcalde de la ciudad Joan Clos levantó una fuerte polémica en la ciudad debido a supuestas tramas de especulación urbanística, que nunca llegaron a demostrarse. El proyecto original era un zoo marino.
El evento permitió nuevos cambios urbanísticos en la ciudad: se recuperó toda la zona del Besós, hasta entonces poblada de antiguas fábricas en desuso, se regeneró todo el barrio del Pueblo Nuevo y se construyó el nuevo barrio de Diagonal Mar, al tiempo que se dotó a la ciudad de nuevos parques y espacios para el ocio de los ciudadanos. El recinto fue proyectado por Elías Torres y José Antonio Martínez Lapeña, del que destaca una explanada polivalente de 16 ha culminada en uno de sus extremos por una gran placa fotovoltaica, que se convirtió en uno de los emblemas del evento.
La construcción principal fue el edificio Fórum (2000-2004), de Jacques Herzog y Pierre de Meuron —actual sede del Museo de Ciencias Naturales de Barcelona—, con una planta triangular de perfil bajo con una distribución de varios patios interiores que generan espacios diáfanos, y una fachada de aspecto rugoso de color azul añil, surcada por diversas franjas de vidrio. Junto a este edificio se situó el Centro de Convenciones Internacionales de Barcelona (2000-2004), de Josep Lluís Mateo, con una estructura metálica de trazado irregular y formas ondulantes que oculta los elementos sustentantes, generando en el interior unos grandes espacios diáfanos de disposición flexible.

## Usos
Los grandes espacios de los que goza el Parque de los Auditorios permitieron desplazar allí muchos de los eventos multitudinarios más importantes de la ciudad. Se celebran anualmente en el parque eventos como las Fiestas de la Merced, los festivales Sonisphere Summercase y Primavera Sound, la Feria de Abril de Cataluña, o la fiesta universitaria más importante, la Telecogresca.
Pese a que fue el propio Ayuntamiento de Barcelona el que derivó al recinto Fórum varios de estos eventos, actualmente hay divergencias entre vecinos, Ayuntamiento y organizadores de eventos debido a las molestias por ruidos e incivismo.

## Arte público
En el Edificio Fórum se colocaron dos instalaciones: Barcelona postales de postales, de Eugènia Balcells, un conjunto de nueve paneles en los que había pegadas un total de 6318 postales —retirado en 2010 cuando el edificio acogió el Museo de Ciencias Naturales de Barcelona—; y una instalación de video titulada Sexta pared, obra de Tony Oursler, visible solamente en horario nocturno, la cual reproduce imágenes seleccionadas por el autor tanto en el Edificio Fórum como en el rascacielos contiguo y en la explanada entre ambos. Por otro lado, en el Centro de Convenciones anexo al Edificio Fórum se instaló Pasaje cobrizo, de Cristina Iglesias, formado por 16 paneles de alambre trenzado que ocupan una extensión de 150 metros de largo por 30 de ancho. En la explanada contigua se instaló el Reloj analemático, obra de Ramon Farré-Escofet y Joan Claudi Minguell, un reloj de sol situado en el pavimento que requiere la participación del espectador para señalar la hora; y la instalación Aquí hay tomate, de Eulàlia Valldosera, formada por siete lentes de larga vista de las que se suelen poner en miradores de zonas turísticas y que funcionan con monedas, pintadas de rojo, y que muestran un video del paisaje que había antes del Fórum.

## Espacios del parque
El espacio principal es una gran explanada, la plaza del Fórum, diseñada por Torres y Lapeña, presidida por una gran placa fotovoltaica, donde destacan además unas pérgolas plegadas llamadas Los pajaritos, así como el Bosque de columnas, de uso polivalente, y unas carpas para celebración de espectáculos. Otros espacios son:
- Parque del Campo de la Bota: se sitúa en el antiguo barrio del Campo de la Bota, tristemente recordado por ser escenario de numerosas ejecuciones en el castillo del Campo de la Bota, durante la dictadura franquista. La zona acoge actualmente un conjunto de pérgolas de aspecto arbóreo y diferentes colores, junto al Centro de Convenciones, así como un área infantil y de aparatos gimnásticos. En la plaza de los Fusilados se halla el monumento titulado Fraternidad, obra de Miquel Navarro, en forma de un monolito de 28 m de altura en recuerdo de los represaliados.[7]

- Parque de los Auditorios: obra de Alejandro Zaera, el nombre proviene de dos auditorios de gradas al aire libre pensadas para conciertos y espectáculos. El espacio situado entre ambos está formado por una serie de dunas que combinan los espacios vegetales con pavimentos de baldosas de hormigón con forma de media luna, de tonos rosados. La vegetación está formada principalmente por la caña común (Arundo donax) y las gramíneas (Hiperremia sp y Nassella tenuissima), así como diversos tipos de árboles, como las moreras (Morus alba y Morus alba "Fruitless"), el laurel de Indias (Ficus nitida) y el roble sedoso (Grevillea robusta).[8]

- Zona de baños: diseñada por Beth Galí y Jaume Benavent, es una playa sin arena de 2 ha, que da acceso mediante escalinatas y rampas a la orilla del mar, acotada mediante postes para formar un entorno seguro, a modo de piscina. Esta zona queda protegida del oleaje por un escollo, que a su vez forma una isla artificial llamada Pangea. El recinto incluye tumbonas, consignas, vestidores, duchas y otros elementos y servicios.[9]

## Galería

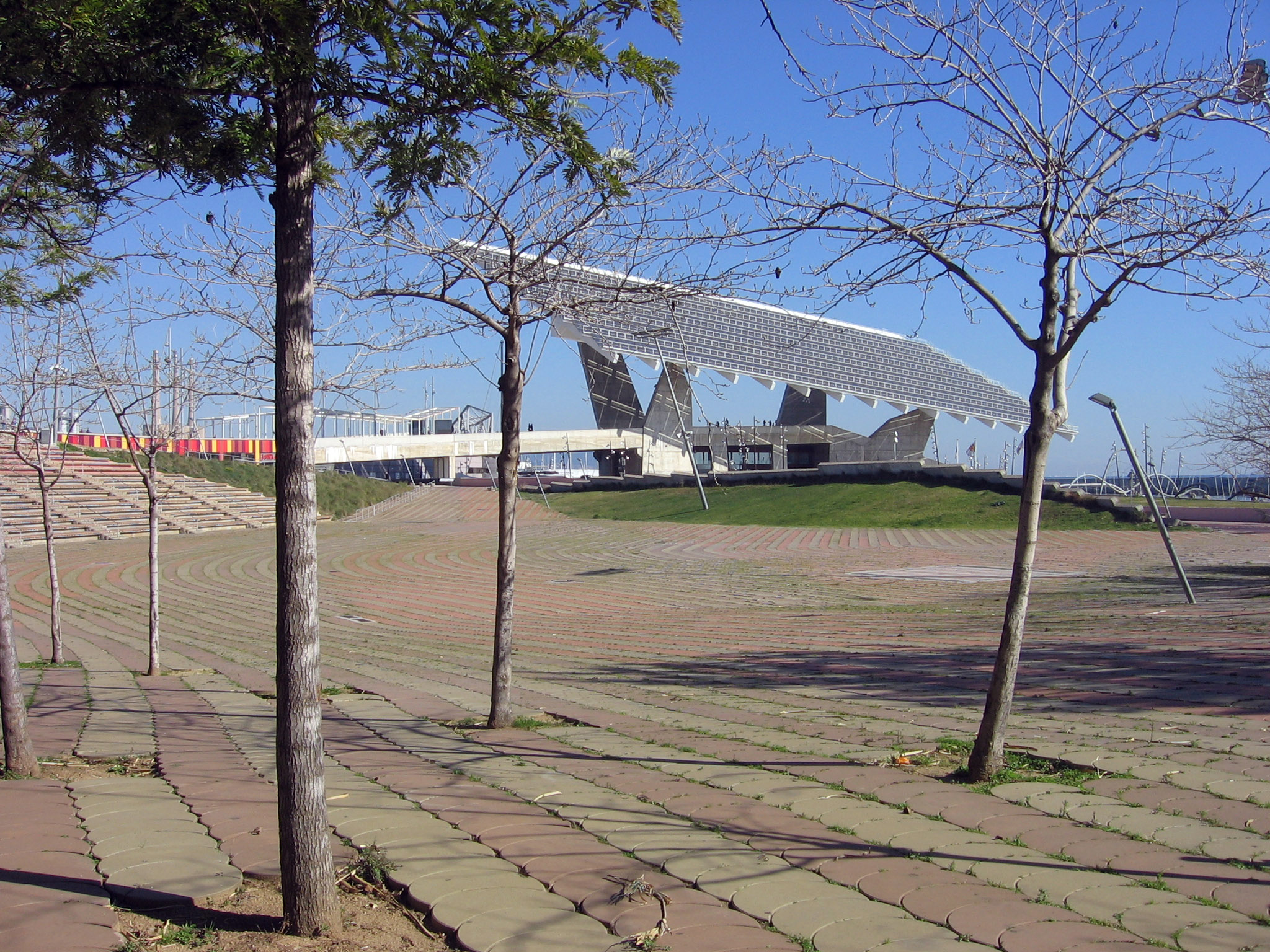
Vista del parque
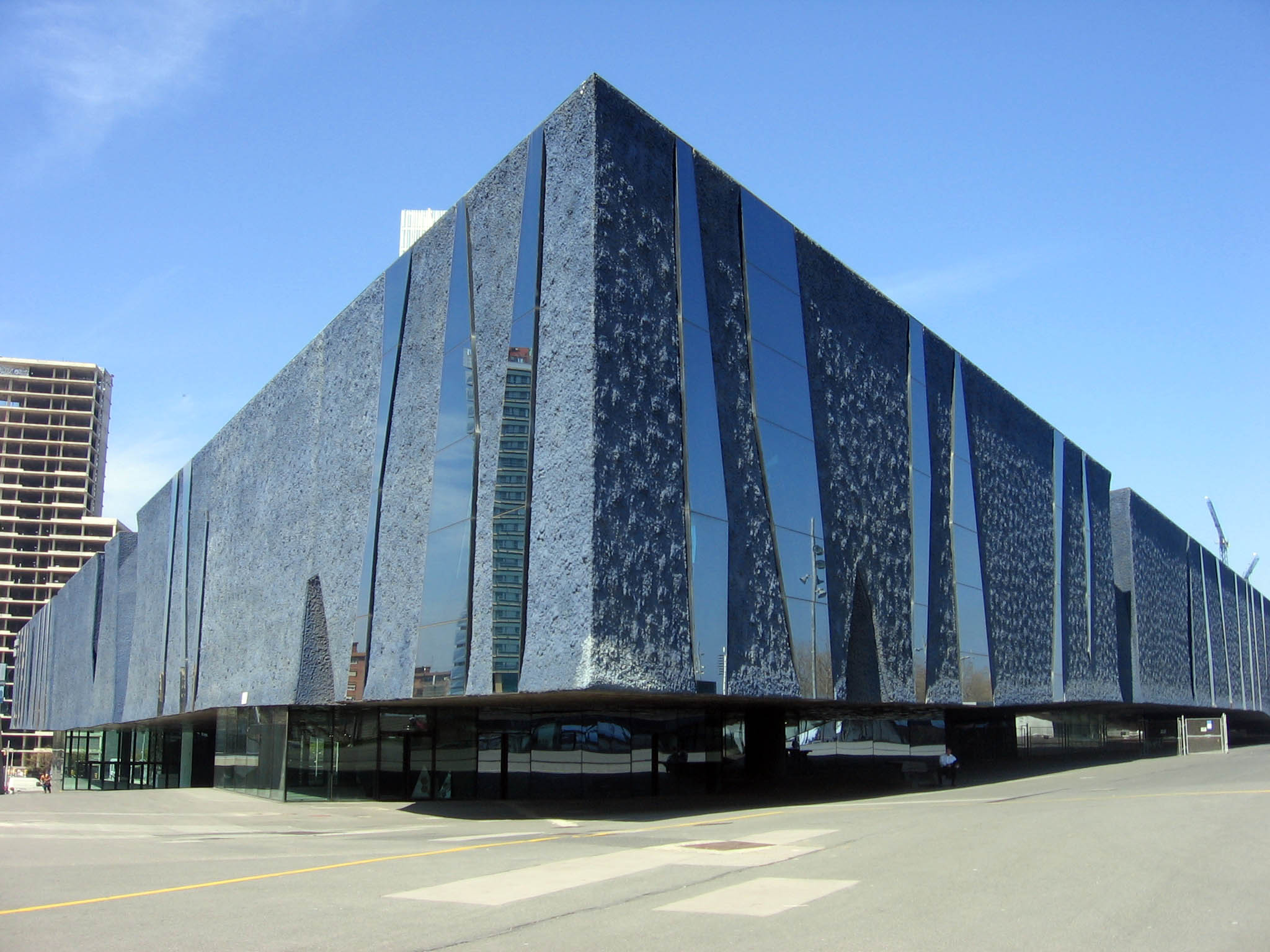
Edificio Fórum (2000-2004), de Jacques Herzog y Pierre de Meuron
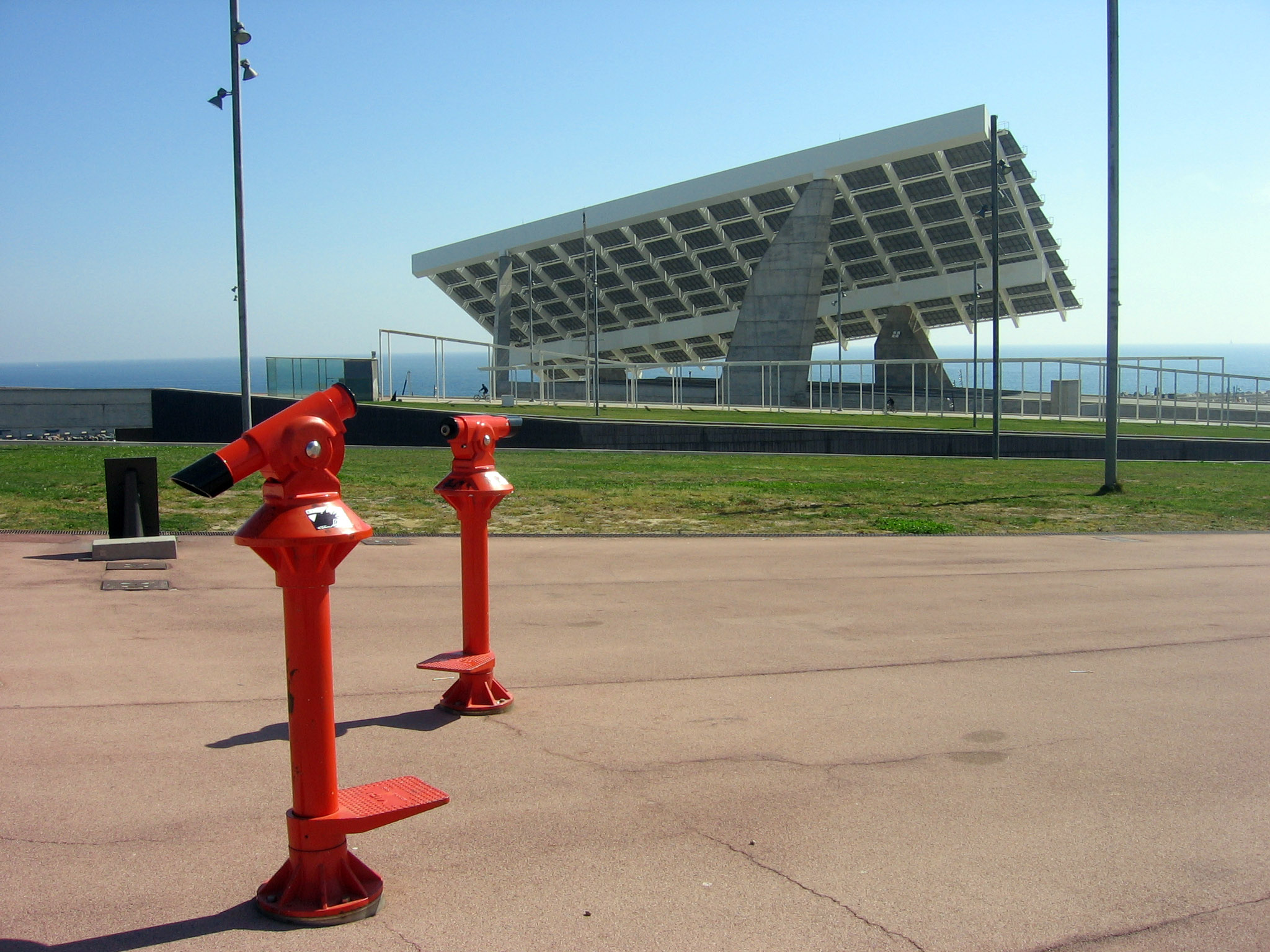
Aquí hay tomate (2004), de Eulàlia Valldosera
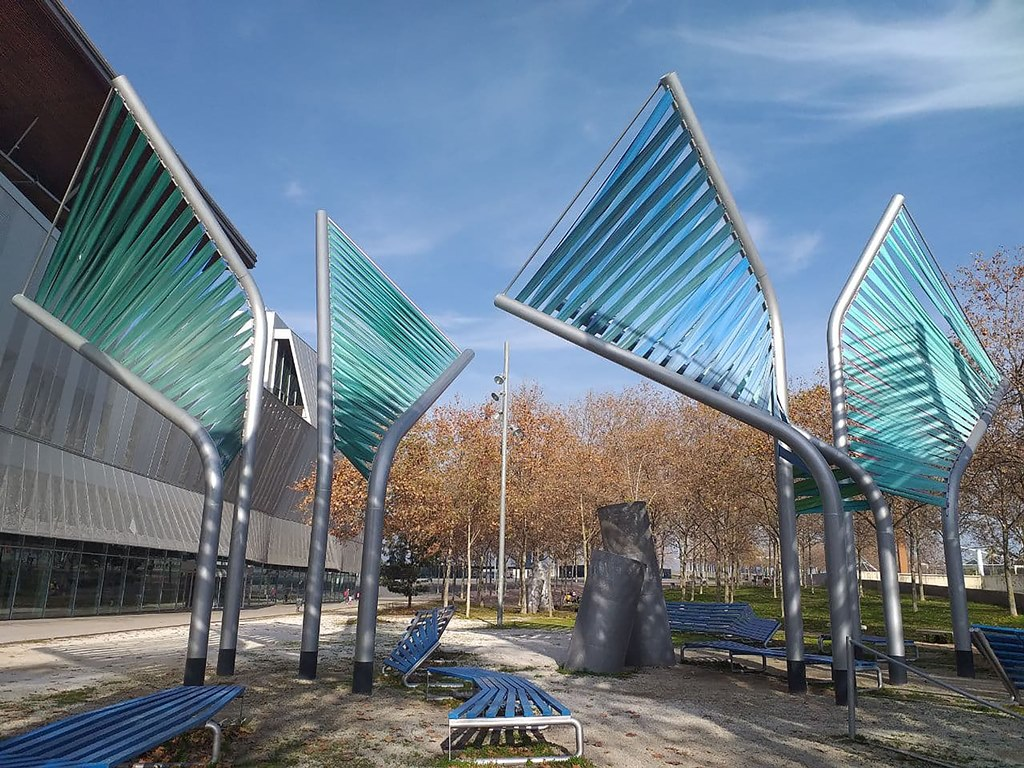
Esculturas detrás del Centro de Convenciones Internacionales